# Loch Arbour
Loch Arbour é uma vila localizada no estado americano de Nova Jérsei, no Condado de Monmouth.

## Demografia
Segundo o censo americano de 2000, a sua população era de 280 habitantes.
Em 2006, foi estimada uma população de 274, um decréscimo de 6 (-2.1%).

## Geografia
De acordo com o United States Census Bureau tem uma área de 0,4 km², dos quais 0,3 km² cobertos por terra e 0,1 km² cobertos por água.

## Localidades na vizinhança
O diagrama seguinte representa as localidades num raio de 4 km ao redor de Loch Arbour.